# 펑레이
펑레이(彭蕾, 1972년 또는 1973년 ~ )는 중국의 억만장자 여성 사업가이다. 전자상거래 기업 알리바바 그룹의 설립자들 가운데 하나이다. 2017년 3월 기준으로 중국의 21명의 스스로 일궈낸 여성 사업가들 가운데 한 명이기도 하다.

## 생애
펑레이는 충칭시 완저우구 출신이다. 1994년 항저우 상업 연구소(현재의 저장 공상 대학)에서 경영학 학위를 취득했으며 대학 졸업 이후에 5년 동안 저장 경제 대학에서 교수로 근무했다. 결혼 이후에 교수 자리에서 물러났고 1999년 9월에 남편과 함께 마윈의 알리바바 그룹 창업 파트너로 참여했다. 특히 펑레이의 남편은 타오바오 설립 과정에도 참여했다. 펑레이 부부는 알리바바 그룹의 창업 파트너 가운데 1/3을 차지하고 있는 부부 직원 팀들 가운데 하나였는데 이는 알리바바 그룹의 긍정적인 평가 가운데 하나로 여겨졌다.
펑레이는 2010년 1월부터 2013년 2월까지 알리페이(Alipay)의 최고경영자(CEO)로 근무했다. 알리페이는 2014년 기준으로 사용자 수가 8억 명 이상으로 확대되면서 중국 내에서 가장 성공적인 결제 시스템으로 여겨졌다. 2013년 3월에는 알리바바 중소 금융 서비스의 최고경영자(CEO)를 맡았고 모바일 결제 시스템의 혁신에 상당한 진전을 이루었다.
펑레이는 2014년에는 앤트파이낸셜을 설립했다. 2015년 9월에는 알리바바와 앤트파이낸셜이 인도의 모바일 결제 시스템인 페이티엠(Paytm)의 지분 40%를 인수하면서 펑레이는 이사회 위원으로 임명되었다. 앤트파이낸셜은 2016년에 인터넷 기업에 대해 발견된 규모의 개인 모금 기록을 45억 달러로 갱신하면서 약 600억 달러의 수익을 기록했다.